# St. Martinus (Kirchheim)

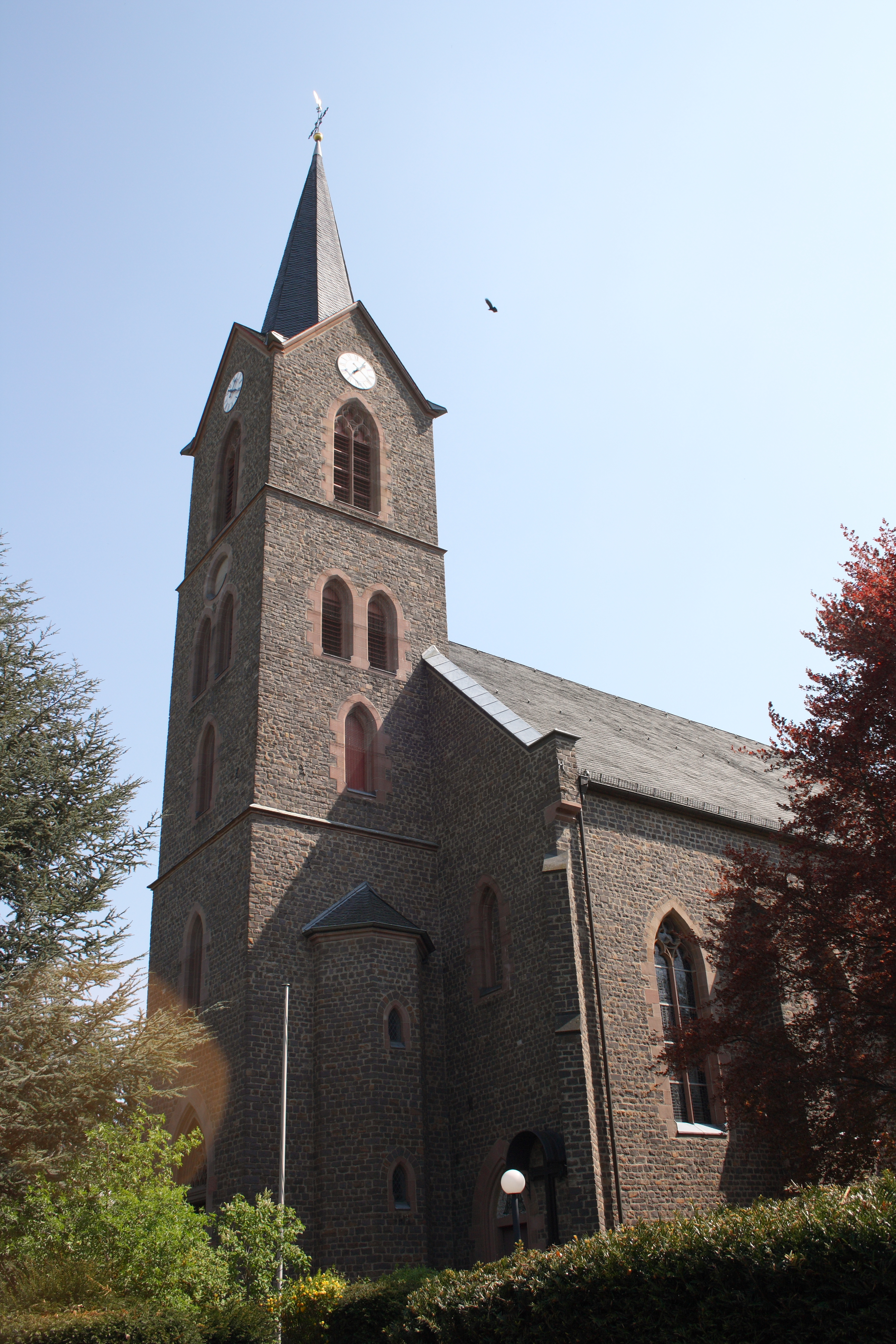
Kirche St. Martinus in Kirchheim

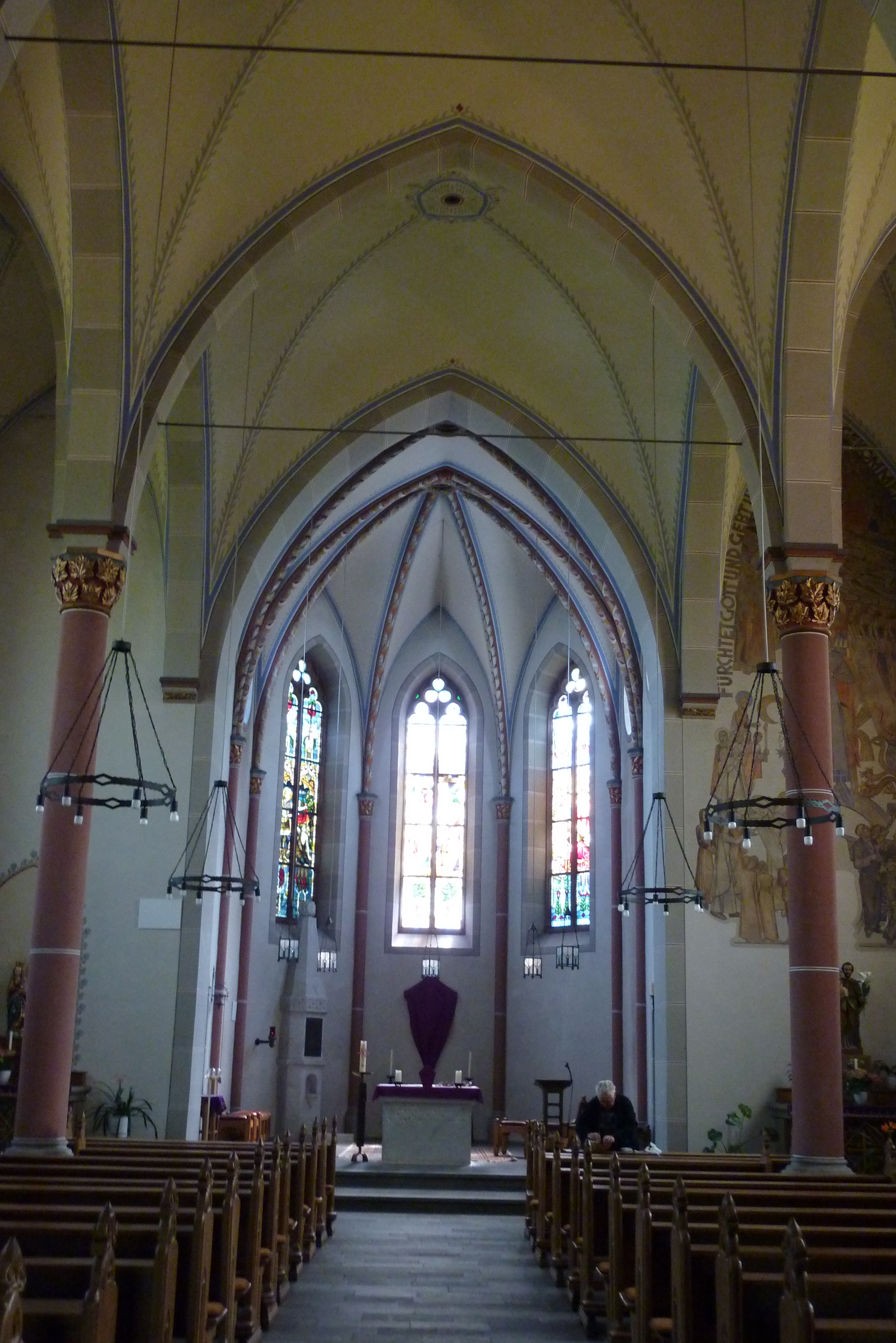
Innenansicht

Die katholische Pfarrkirche St. Martin in Kirchheim, einem Stadtteil von Euskirchen im Kreis Euskirchen in Nordrhein-Westfalen, wurde zwischen 1868 und 1870 errichtet. Die dem heiligen Martin geweihte Kirche ist ein geschütztes Kulturdenkmal.

## Geschichte
Die früheste urkundliche Erwähnung der Kirche findet sich nach 1300 im Liber valoris. Die Pfarrstelle besetzte nach der Designatio pastoratuum von 1676 abwechselnd der Herzog von Jülich und der Freiherr von Quadt auf Tomburg.
Nach den Wirren des Dreißigjährigen Krieges war die Kirche in Kirchheim, wie in vielen anderen Orten auch, beschädigt und ausgeraubt. 1666 erhielt St. Martinus eine neue Decke und 1704 wurde der Turm erneuert. Im 19. Jahrhundert entschloss man sich die baufällige alte Kirche abzureißen und einen  Neubau zu errichten, der nach Entwürfen des Bonner Architekten K. F. Schubert ausgeführt wurde. Der Baumeister Karl Friedrich Schubert (Breslau 1826–1883 Bonn) war Kommunalbaumeister mehrerer rheinischer Kreise seit 1856, später Professor an der landwirtschaftlichen Hochschule Bonn (Werke: Bliesheim, 1860–1863; Kirchheim, 1868–1870; Erp, 1872–1873; Ersdorf, 1877–1879; Effelsberg, 1881).
Von 1938 bis 1975 wirkte hier Joseph Emonds als Pfarrer, er versteckte Ende 1944 die Jüdin Hilde Barz mit ihrem Mann Mathias Barz im Pfarrhaus.

## Architektur
St. Martinus ist eine dreischiffige Hallenkirche und aus Backstein errichtet. Die vierjochige Halle mit eingezogenem, dreiseitig geschlossenem Chor wird von Sakristeianbauten flankiert.
St. Martinus besitzt einen vorgelagerten, fünfgeschossigen Westturm mit Buntsandsteingliederungen, spitzbogigen Fenstern und spitzbogigem Westportal im neugotischen Stil. Zweibahnige, spitzbogige Maßwerkfenster mit Sandsteinrahmung und abschließenden Dreipässen erhellen die Kirche. Die schmalen, einmal abgetreppten Strebepfeiler gliedern die Längsseiten.
An den beiden Tympana der Seitenportale befinden sich Mosaikdarstellungen, die der ortsansässige Künstler Heinrich Seepolt Mitte der 1950er Jahre geschaffen hat. Sie zeigen den Brennenden Dornenbusch sowie das Lamm Gottes.
Über dem rechten Seitenaltar stellt ein großes Wandbild in Seccomalerei das Endgericht dar, 1948 gemalt von Ernst Jansen-Winkeln. Dieser Künstler hat auch das Motiv Wurzel Jesse für einen Wandbehang im Seitenschiff, eine Stickerei auf Leinen, 1947 entworfen. Die Weberin Elisabeth Walraf (1904–1978) hat diesen „Wandteppich“ gewebt bzw. gestickt. Sie war Nichte und Erbin des Tuchfabrikanten Bernhard Becker (1873–1938), der Teilhaber der Euskirchener Tuchfabrik B. & H. Becker war und 1916 in Kreuzweingarten eine Villa baute, um sich dort vorwiegend kulturell wie sozial zu engagieren. Künstlern und Schriftstellern stand sein Haus am Burgberg offen. Elisabeth Walraf richtete sich dort eine Webwerkstatt ein. Häufiger Gast war u. a. auch der Künstler und Dominikanerpater Wolfram Plotzke und Dechant Emonds.

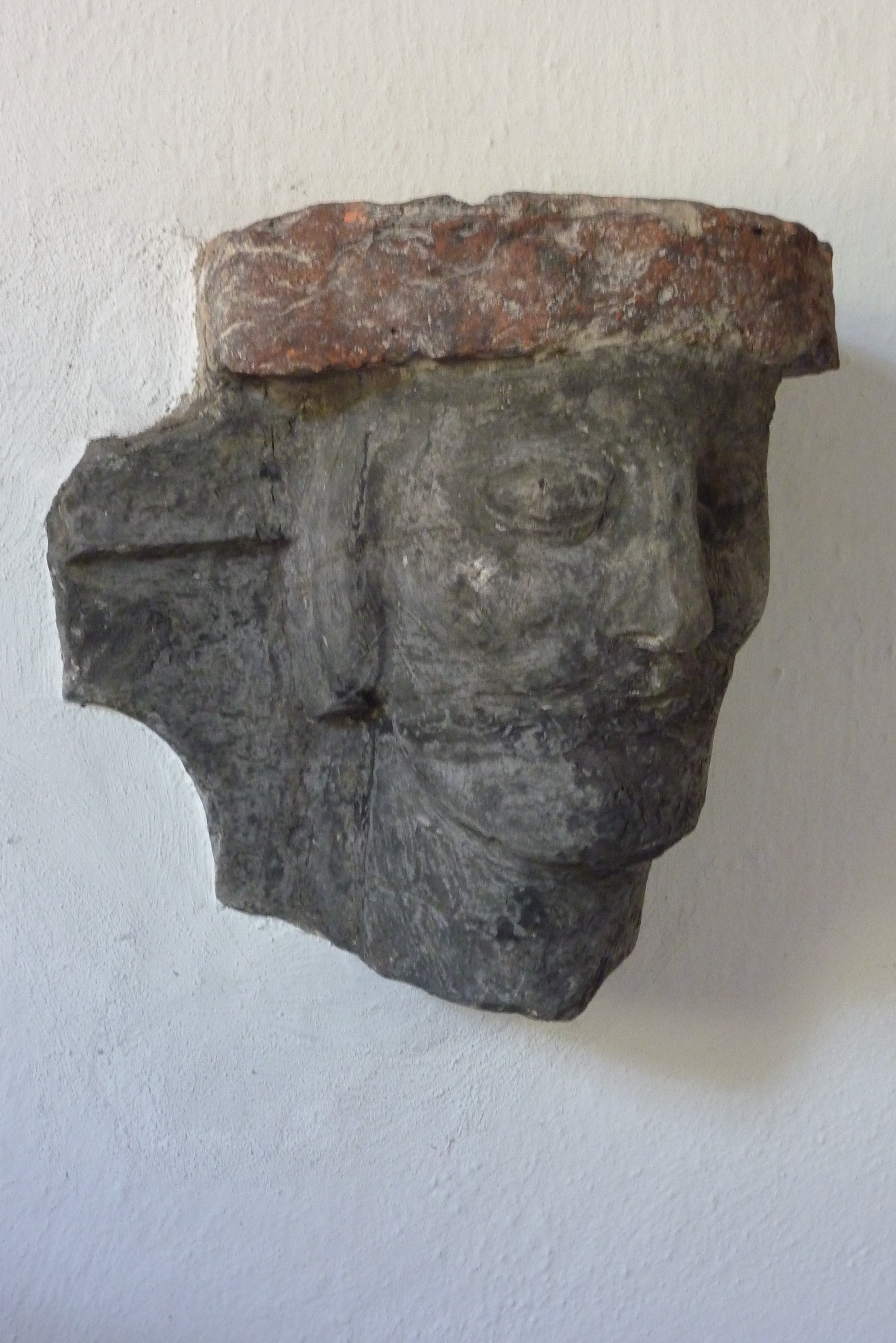
Romanische Konsole aus dem Vorgängerbau

Eine romanische Maskenkonsole aus dem Vorgängerbau, die sich im Chorscheitel befand, wurde in den 1990er Jahren im Vorraum des Hauptportals angebracht. Die Datierung ist nicht abschließend geklärt.

## Glasmalereien

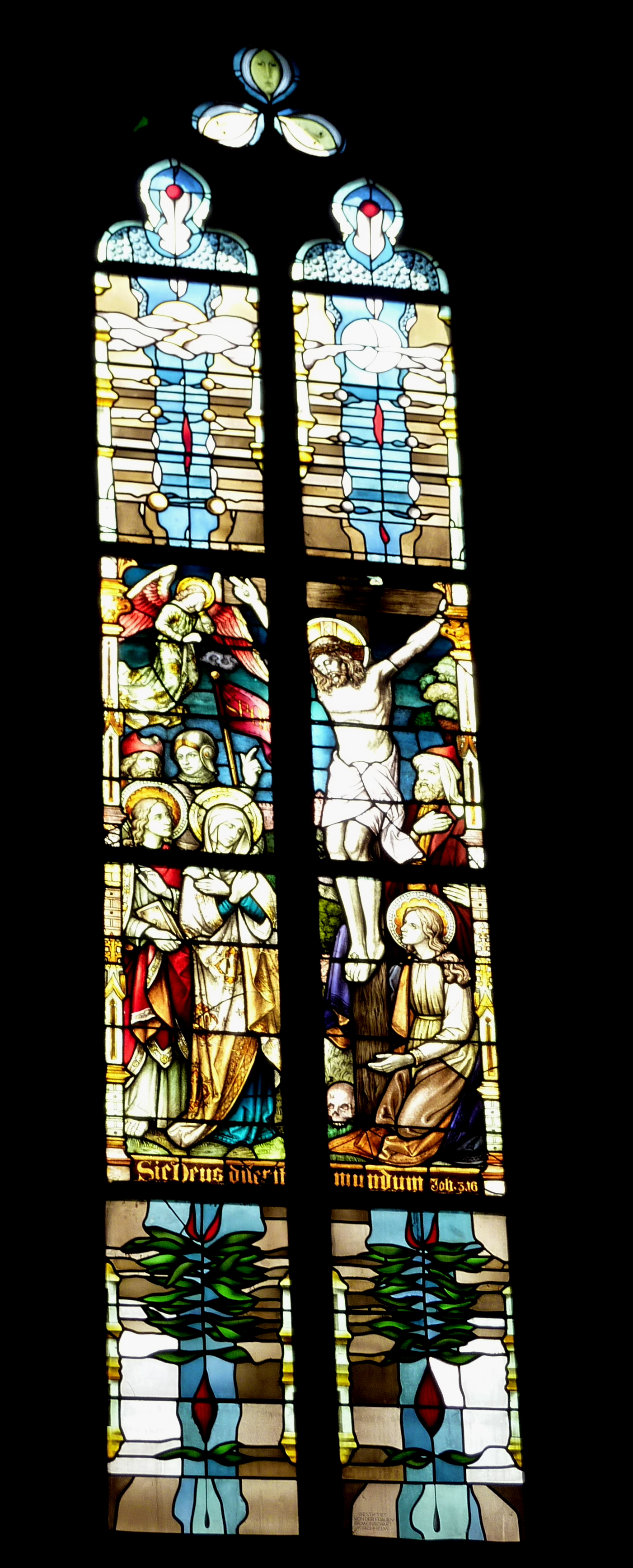
Chorfenster in der Kirche St. Martinus

Die Chorfenster, deren szenische Darstellungen (Kreuzigung und Auferstehung Christi; der heilige Martin teilt seinen Mantel mit einem Bettler) aus dem 19. Jahrhundert erhalten geblieben sind, wurden 1981 oben und unten mit Ornamentfeldern ergänzt, die von Herb Schiffer entworfen wurden.
Das Miles-christianus-Fenster wurde 1972 in der Glasmalerei Oidtmann in Linnich nach dem Entwurf von Heinrich Seepolt geschaffen. Gegenüber befindet sich in der Nordwand das Fenster, das 1953 von Wilhelm Felix Schlüter (1902–1976) aus Münster entworfen wurde. Es zeigt in expressiver Farbigkeit den Schutzpatron des Heiligen Römischen Reiches und später Deutschlands, den Erzengel Michael, den Bezwinger des Satans.

## Orgel
Die Orgel von 1878 stammt aus der Werkstatt von Franz Joseph Schorn. Sie wurde in den 1990er Jahren restauriert.

## Glocken
Im Jahr 1991 erhielt St. Martinus zwei neue Glocken der Glockengießerei Mabilon in Saarburg.